# Parc national de Belezma
 (avril 2011).
Si vous disposez d'ouvrages ou d'articles de référence ou si vous connaissez des sites web de qualité traitant du thème abordé ici, merci de compléter l'article en donnant les références utiles à sa vérifiabilité et en les liant à la section « Notes et références ».
Le parc national de Belezma (en arabe : الحظيرة الوطنية بلزمة) est un parc national algérien, situé dans la wilaya de Batna, au nord-est de l'Algérie.
Le mont Belezma, est un imposant massif au relief tourmenté, avec des vallées très étroites et des pics culminants jusqu’à 2 136 m (djebel Tichaou) et 2 178 m (djebel Refaâ), constitue le début de la chaîne des Aurès.

## Historique et considérations générales
Le parc national de Belezma fut créé par le décret présidentiel no 84/326 du 3 novembre 1984, au même moment que les deux parcs nationaux de Gouraya et Taza. Sa classification a été motivée par la présence de grandes étendues de cèdres de l’Atlas dans une zone de grandes influences sahariennes et méditerranéennes, la présence d’un patrimoine archéologique et historique d’une valeur inestimable et une mosaïque de zones humides au Nord-Nord-Est.
Le parc national de Belezma se situe sur la partie orientale de l’Algérie du Nord, il correspond à un chaînon montagneux marquant le début du massif des Aurès. Il s’étend sur une superficie de 26 250 hectares et représente un territoire de configuration allongé, étiré d’orientation Sud-Ouest/ Nord–Est à proximité de la ville de Batna.
Le parc a été reconnu réserve de biosphère par l'Unesco en juin 2015 sur une surface de  262,50 km2.

## Fiche descriptive
- Décret de création : 1984
- Statut juridique : établissement public à caractère administratif (EPA)
- Reconnu réserve de biosphère par l'Unesco en 2015.
- Superficie : 26 250 hectares
- Étage bioclimatique : subhumide frais à semi aride froid
- Flore : 447 espèces (14 % du potentiel national recensé)
- Faune : 400 espèces dont 19 protégées

## Particularités

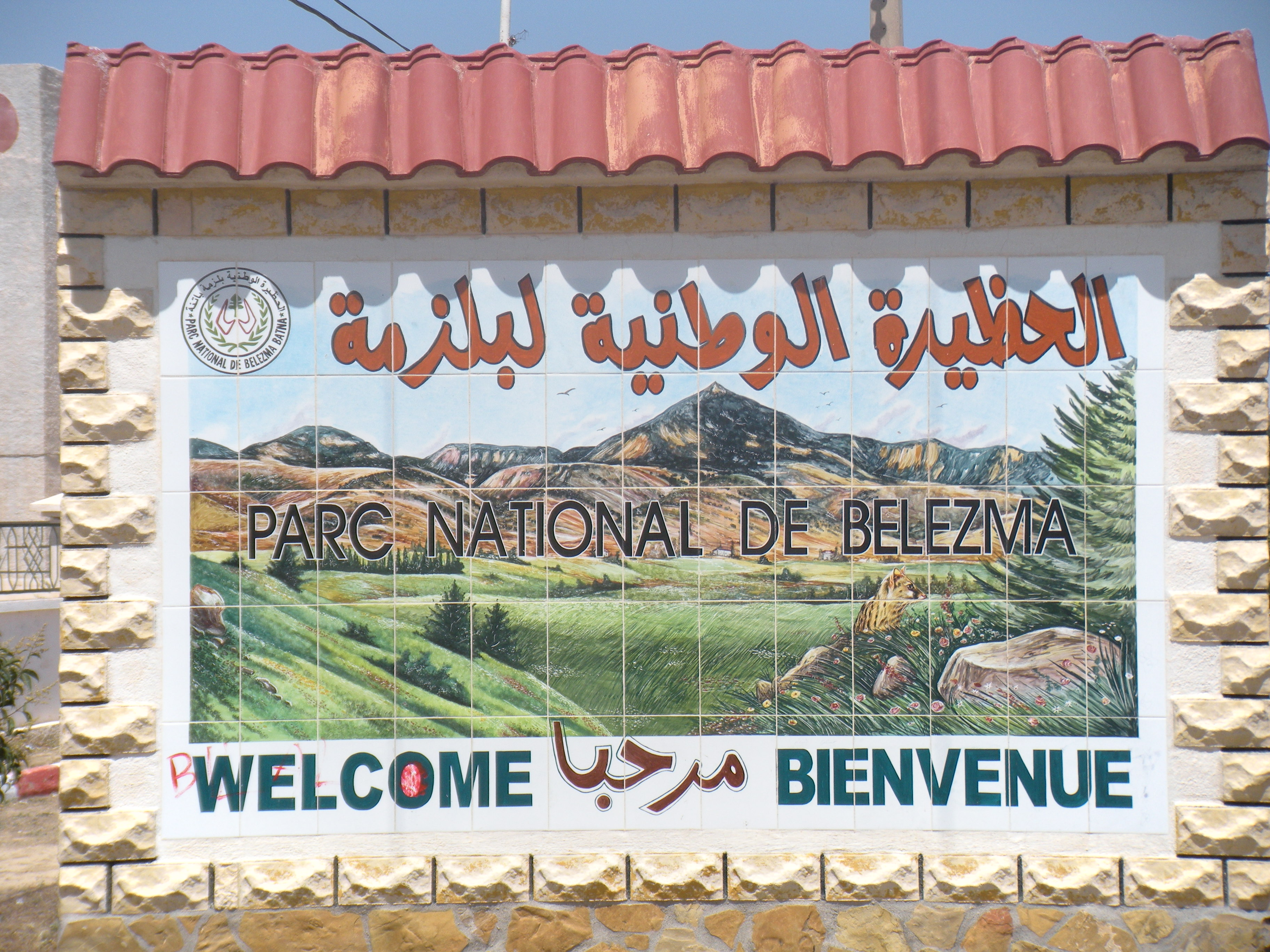
Entrée Sud à Lambiridi du parc national de Belezma

- Parc de haute montagne continentale, se situant à la limite des grandes influences sahariennes et méditerranéennes.
- Véritable sanctuaire de la nature.
- Formations géologiques et géomorphologiques variées d'intérêt scientifique particulier (pics, vallées profondes et étroites, dalles rocheuses, hautes plaines encastrées).
- L’unique peuplement du grand houx (Ilex aquifolium) dans les Aurès et du chèvrefeuille d'Étrurie (Lonicera etrusca).
- L’unique cédraie sur dalle rocheuse renfermant des sujets dépassant les 300 ans.
- L’existence de quatre arbrisseaux de cèdres de l'Himalaya (Cedrus deodara).
- Riche patrimoine archéologique.
- Mosaïque de zones humides au Nord-Nord-Est.

## Milieu abiotique
Les monts de Belezma sont caractérisés par un relief très tourmenté, avec des vallées très étroites et des pics culminants à 2 178 mètres.
L’édification de la structure géologique de la région du parc résulte de l’interférence de deux grandes phases tectoniques successives de serrage qui se sont déroulées lors de la phase alpine et la phase atlasique de la fin de l’Éocène.
Le climat de la région varie du subhumide frais au semi-aride froid, subissant les influences désertiques. La cédraie de Belezma subit tous les caprices et est qualifiée de faciès sec.

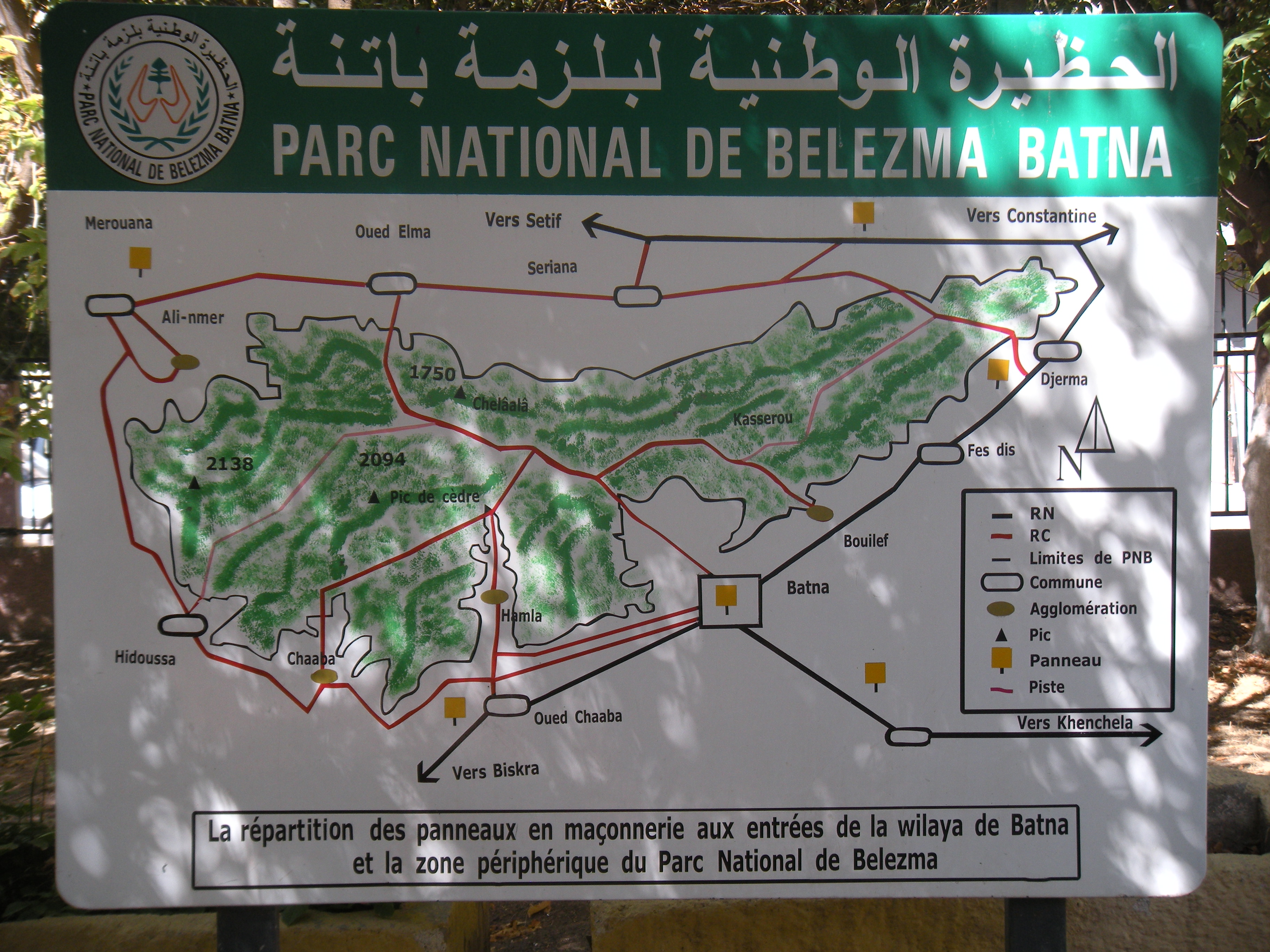
Carte de localisation du Parc national de Belezma
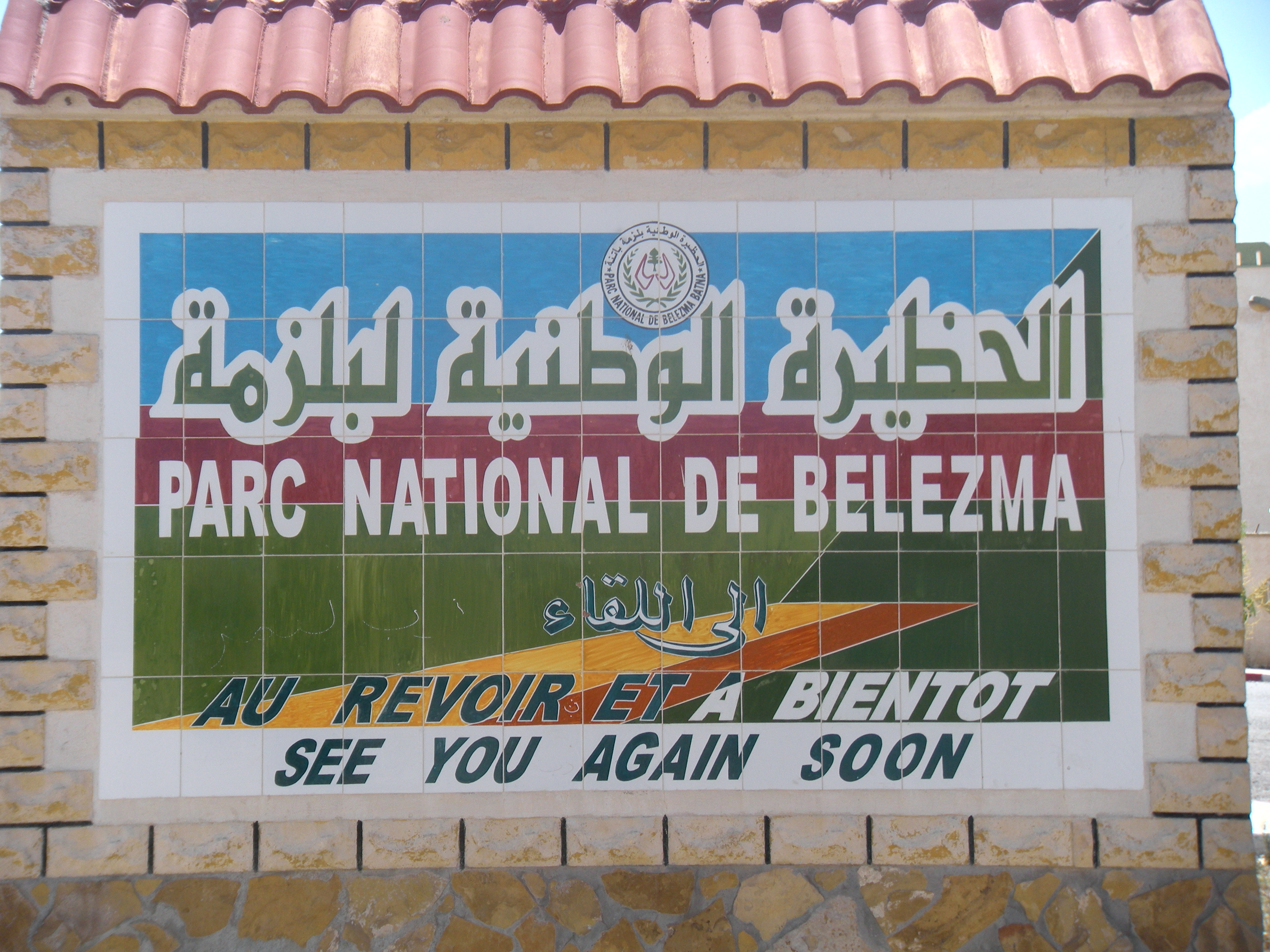
Porte de sortie localisable sur la carte du Parc national de Belezma à Lambiridi
Logo officiel du Parc national de Belezma

## Milieu biotique

### La flore

#### Formations sylvatiques
Les principales formations sylvatiques du parc national de Belezma sont à base de cèdres de l’Atlas (Cedrus atlantica) pur ou mélangé de houx (Ilex aquifolium) ou de chênes vert (Quercus ilex). Ce dernier présente des peuplements pur ou mélangé avec le genévrier rouge ou le frêne épineux. Notons aussi la présence importante de reliquats de peuplements de pin d'Alep.

#### Flore remarquable
650 espèces de végétaux y ont été recensés, dont 9 espèces endémiques, 12 espèces protégées, 22 espèces rarissimes, 140 plantes médicinales et 62 espèces de champignons.
La cédraie est l’une des plus importantes d’Algérie. Elle occupe à elle seule 5 679,3 ha, soit 21,6 % du territoire du parc. Elle renferme un cortège floristique d’une multitude d'espèces dont celle dites orophiles et qui sont endémiques de l’Algérie, des Aurès et parfois de Belezma.

### La faune

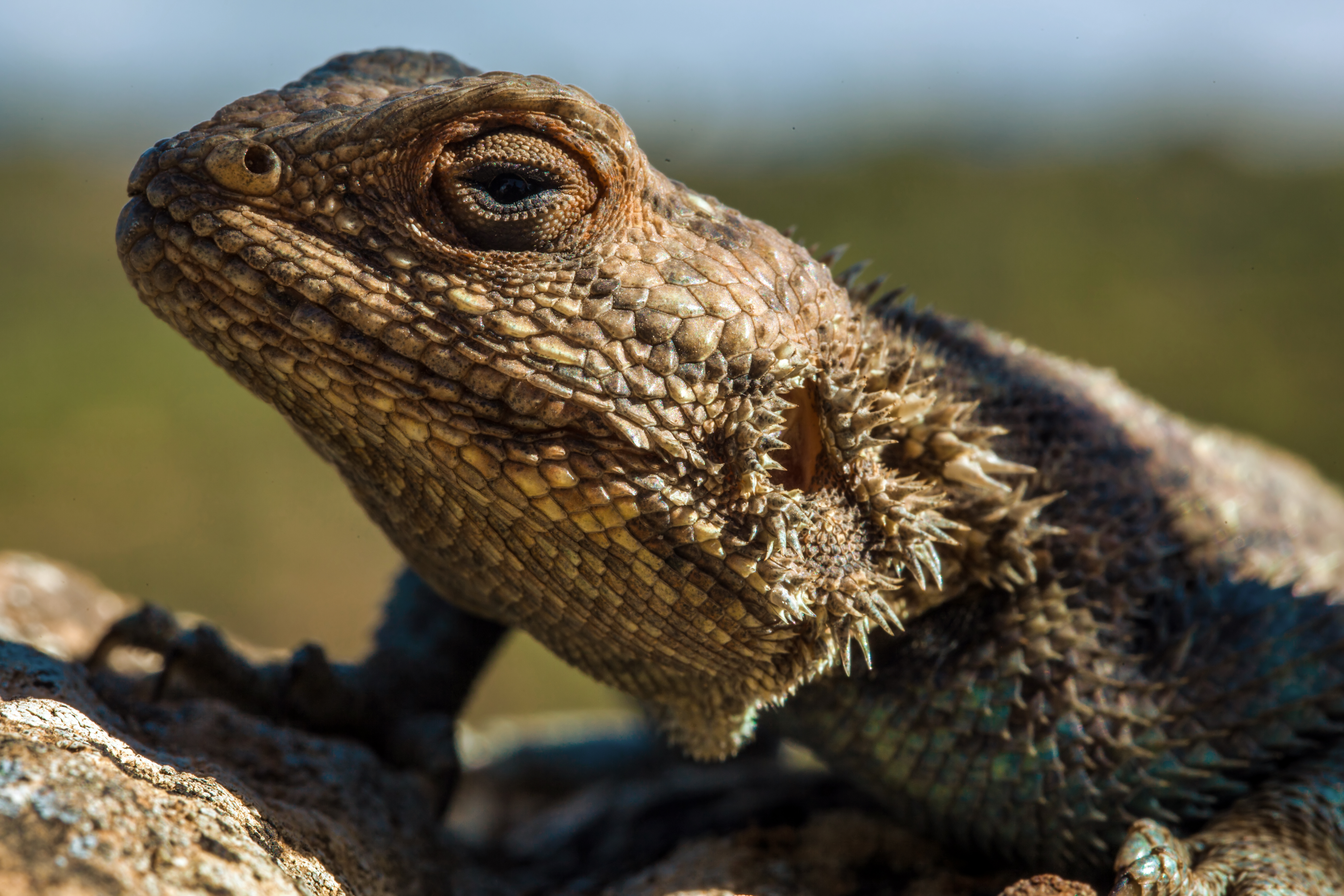
Un lézard (Agama sp.) au Parc national de Belezma.

La faune du parc est riche et très variée. Ainsi, plus du 1/5 des espèces protégées se trouvent présentes sur le territoire du parc ce qui démontre l’importance inestimable du capital faunistique.
La faune mammalienne est riche de 18 espèces dont 9 sont protégées. Du grand et solitaire sanglier, au furtif et fantomatique lynx caracal, des espèces aux mœurs très différentes colonisent le parc. La mangouste, la genette, la belette, le porc-épic, l'énigmatique hyène rayée dont le retour est perceptible, le chat sauvage, vivent en parfaite symbiose avec le parc et constituent l’essence même de sa biodiversité.
L’avifaune est représentée par 106 espèces dont 35 sont protégées par la législation algérienne, parmi lesquelles les rapaces diurnes et nocturnes.
Une forte colonie d’insectes peuple le territoire du parc : 241 espèces sont recensées actuellement dont 13 protégées.
Les amphibiens (03) et les reptiles (19) sont aussi du lot, 2 sont protégées en Algérie, ainsi que le caméléon commun et la tortue grecque.

## Sites et paysages remarquables

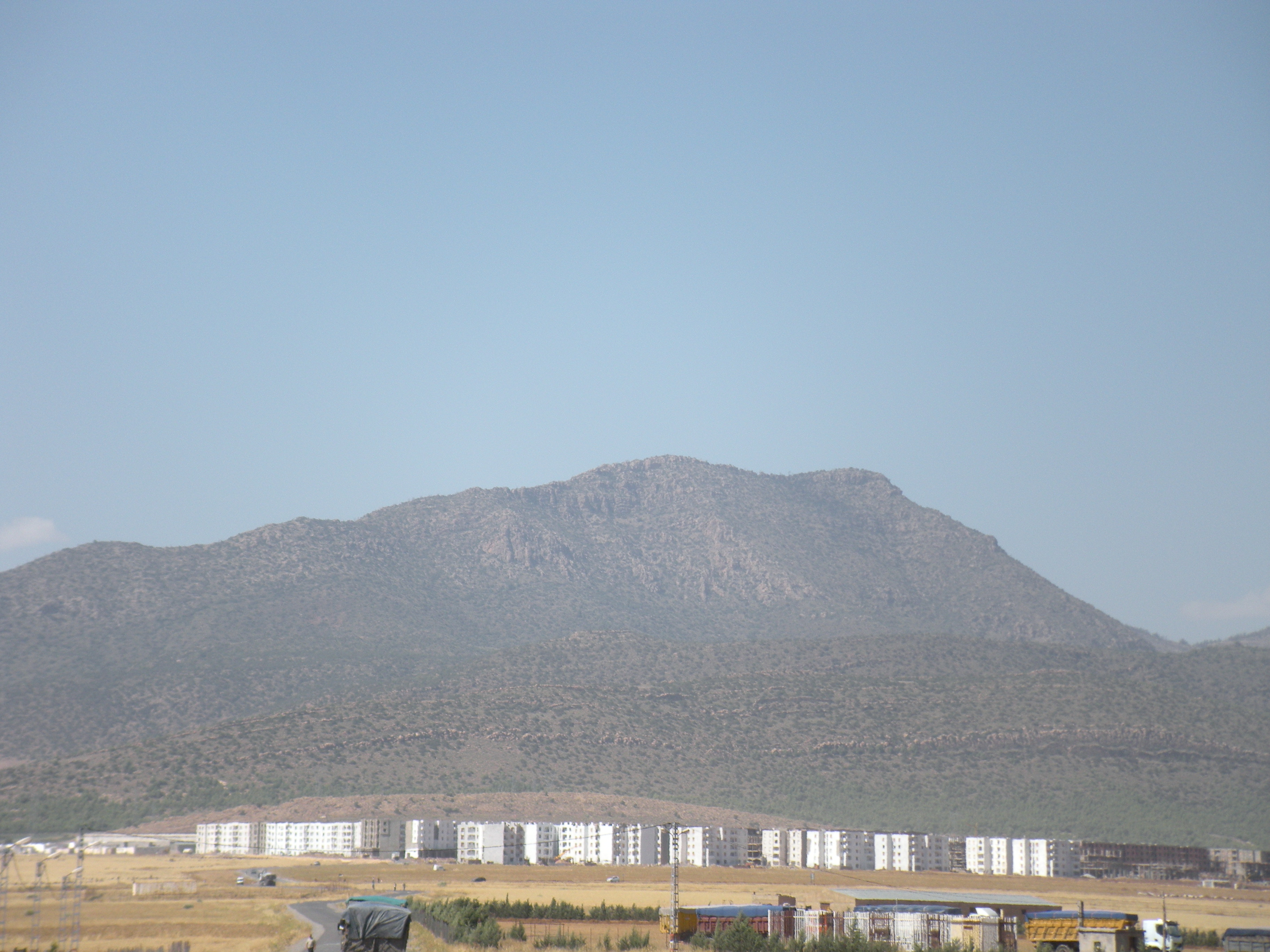
Un sommet au sein du Parc du Belezma, à l'entrée
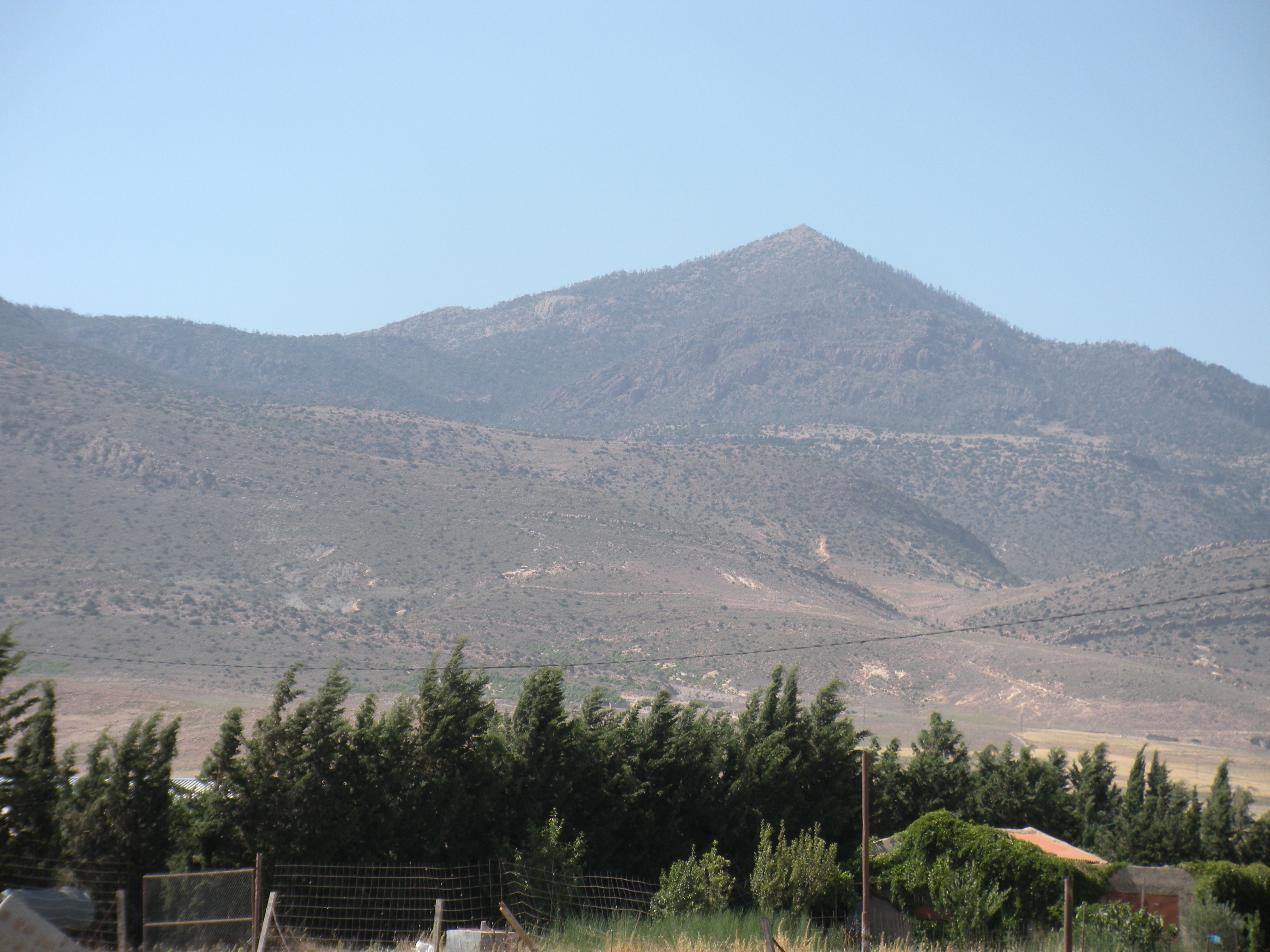
Le Mont Belezma ou massif montagneux du Belezma, un de ses sommets
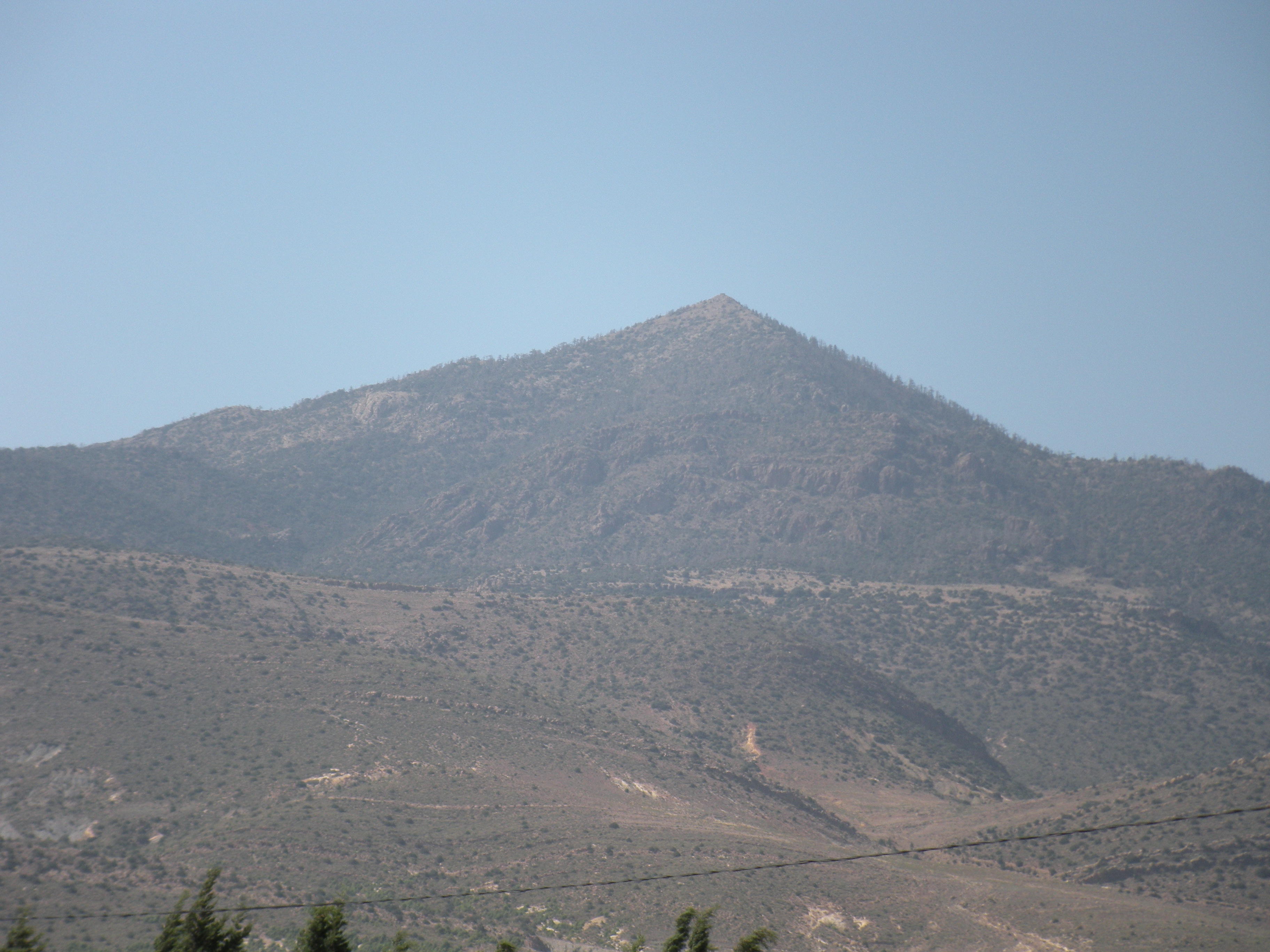
Le Mont Belezma au sein du Parc
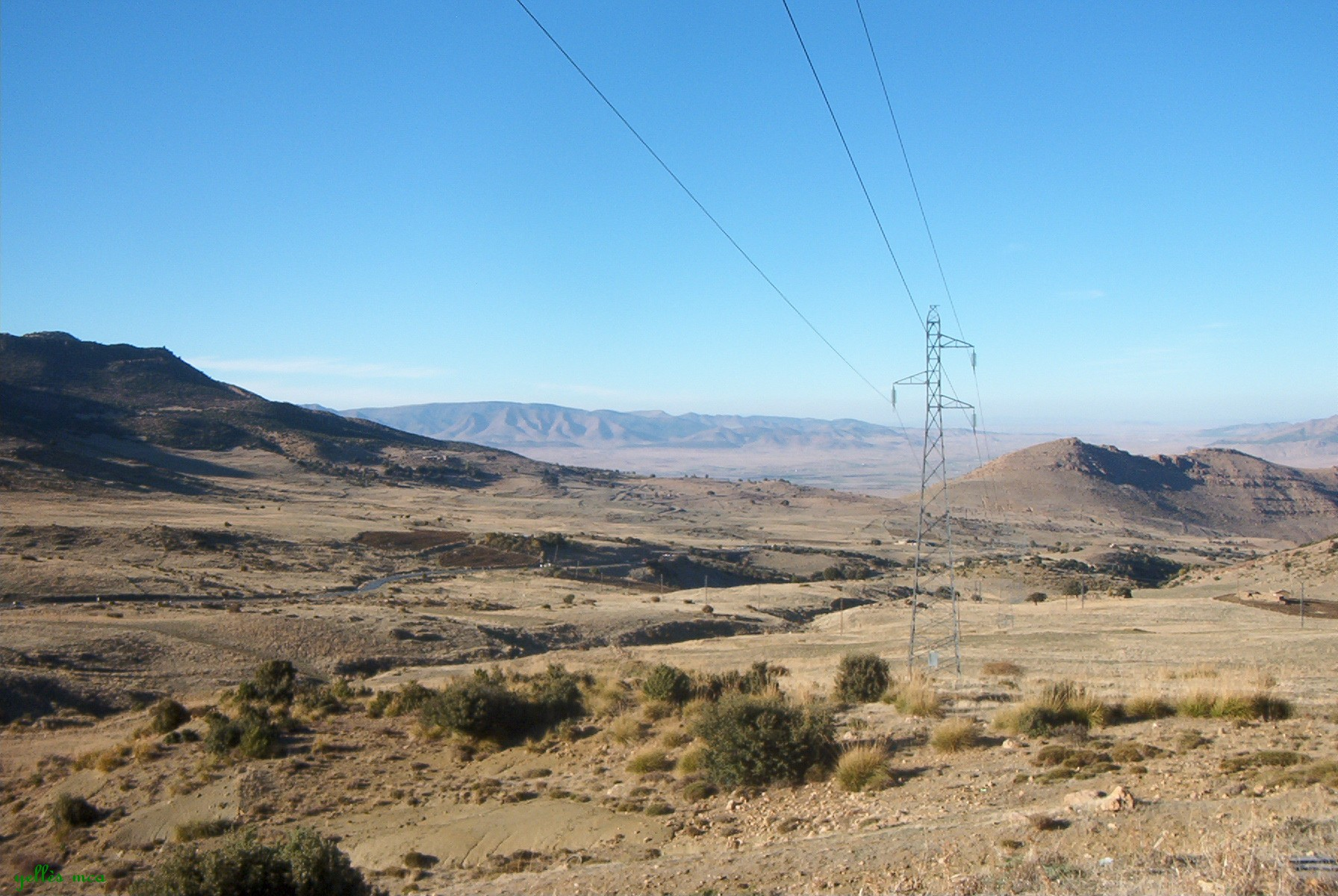
Près de Merouana

### Djebel Bordjem et Chellalaâ
Cette zone renferme l'unique association de haute altitude de la cédraie à grand houx (Ilex aquifolium) dont la réserve intégrale. Le cèdre s'individualise en belles futaies et en multiples formes (cèdres en fourches ; cèdres tabulaires et longiformes…) dépassant les 32 m de haut avec un tronc de plus d'un mètre de diamètre et un chêne vert d'une hauteur de 27 m se situant dans les ravins. Des sujets de cèdre d'Atlas dépassent les 300 ans. C’est le lieu d’une luxuriante végétation constituée du cortège floristique de cèdres de l'Atlas à faciès sec ; tels que :
- érable de Montpellier (Acer monspessulanum),  chèvrefeuille d'Étrurie (Lonicera etrusca), houx (Ilex aquifolium), cotonéaster (Cotoneaster racemiflorus), berbéris (Berberis hispanica), aubépine (Crataegus oxyacantha, et Crataegus monogyna), ophrys jaune (Ophrys lutea), orchis géant (Barlia robertiana), épipactis à larges feuilles (Epipactis helleborine).

Dans le djebel Chalaâla, se trouve l'unique cédraie sur dalle rocheuse sur une superficie de 30 ha qui par son originalité confère au paysage un cachet unique et un intérêt particulier en matière de protection.

### Région de R'Haouat

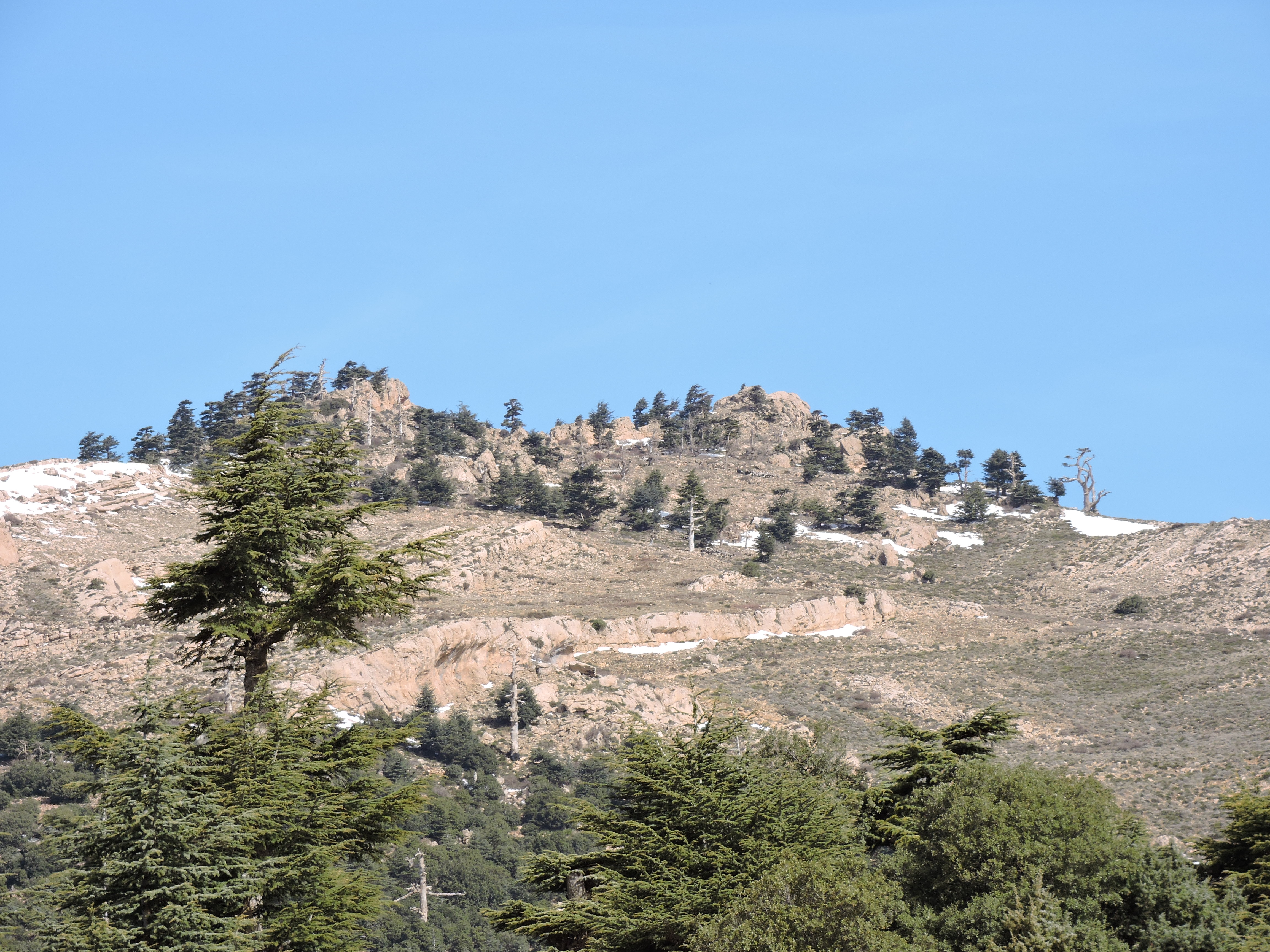

C’est une zone de vergers représentant un tableau harmonieux de grande valeur esthétique. Les pommiers et les noyers côtoient les peupliers géants. La légendaire source de Titaouine offre sa fraîcheur et envoûte le visiteur par ses cascades.

### Théniet El Gontas
Domaine des cèdres séculaires et véritable belvédère sur une grande partie du parc national, cette réserve intégrale est le point le plus préservé de cette contrée, coiffée par le haut sommet de Tichaou (2 138 m).

### Élément archéologique
Le parc renferme des sites peu connus. Des grottes sur le versant Nord du djebel Tichaou qui méritent de sérieuses investigations. Des sites archéologiques très importants tout autour du parc de Belezma et même en son sein. À titre d'exemple on cite le mausolée des rois numides (le Medracen) situé au Nord-Est des limites du parc à environ 5 km. Lors de trois passages au Medracen en 1969 et 1970 d'un auteur français, Molinier–Violle, il y fut faite une découverte de poutres de cèdres à l'intérieur de monument. Le Medracen est le plus grand monument berbère encore subsistant en Afrique du Nord datant de plus de 200 av. J.-C. C'est le meilleur témoin de la période de l'existence de la cédraie de Belezma.

## Enjeux et perspectives

Office régional de la conservation des forêts de la Wilaya de Batna
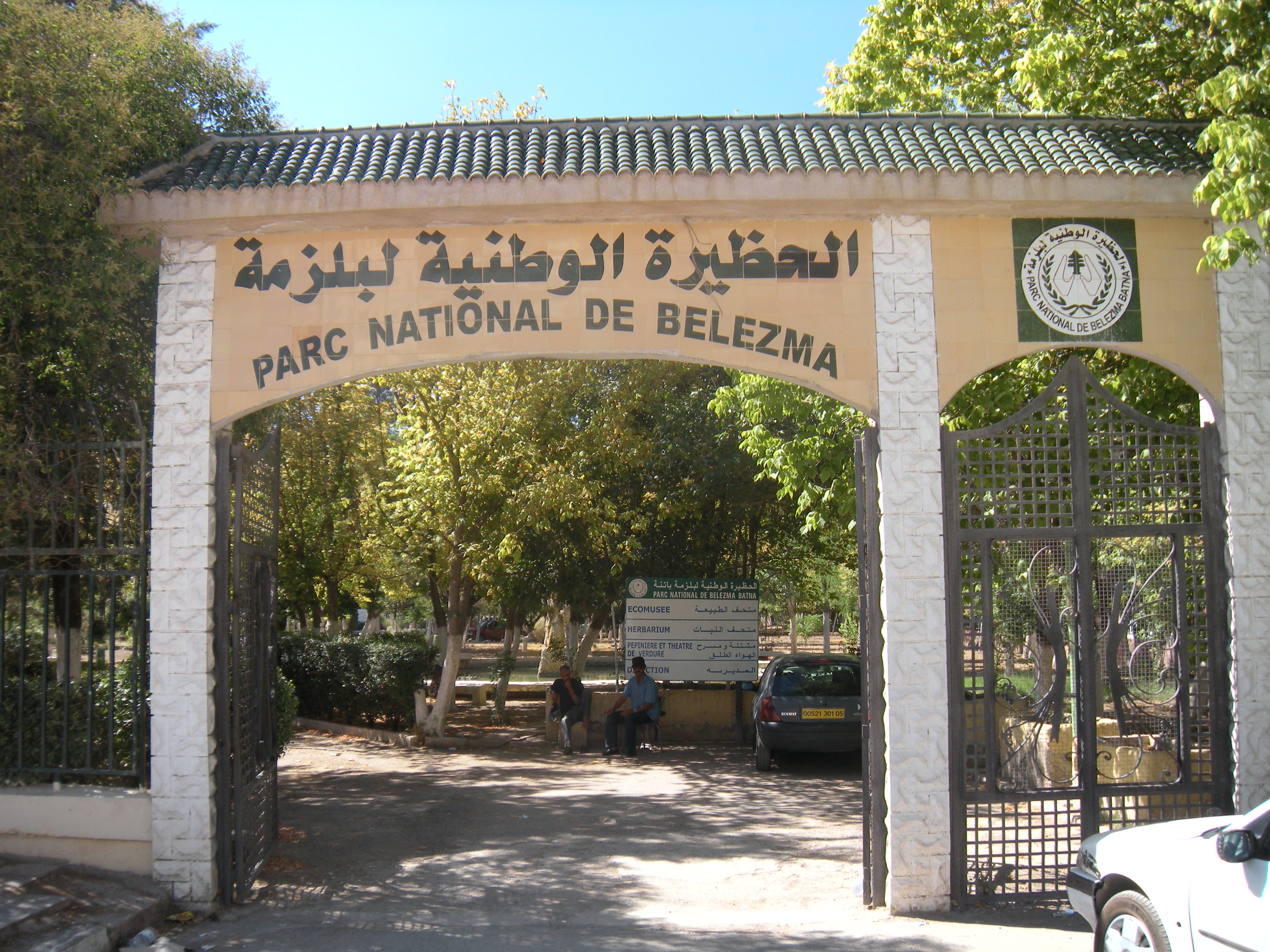
Entrée du Centre annexe du Parc national de Belezma à Batna

Le parc, en plus de ses missions traditionnelles de protection, de sensibilisation, de loisirs, s’efforce actuellement et en dépit des différentes contraintes (nuisances, carrières, dépotoirs, effluents, maladies (dépérissement du cèdre, chenille de Bonjeani, chenille processionnaire du pin, scolytes…) de gagner le challenge du diptyque développement-durabilité à travers une meilleure approche du volet socio-économique  et une meilleure participation au développement local (valorisation du pôle touristique).
Il se propose d’asseoir une politique visant à désenclaver les populations rurales et la promotion de la femme dans le cadre du Programme national du développement agricole et rural en insistant surtout sur :
- L’amélioration de l’état de connaissances techniques spécifiques en agriculture durable.
- L’amélioration des conditions de vie de la femme et l’octroi de la capacité d’agir avec une certaine connaissance des rôles-clé de la femme dans la production vivrière et la bonne gestion des ressources naturelles.
- Le renforcement des capacités à la mise en œuvre effective de l’approche participative qui aide la femme rurale à constituer et gérer des associations intergroupes.
- La réhabilitation et la valorisation des produits de l’artisanat.
- Création de coopératives féminines d’élevage (aviculture, cuniculiculture, apiculture, etc.).

## Écotourisme

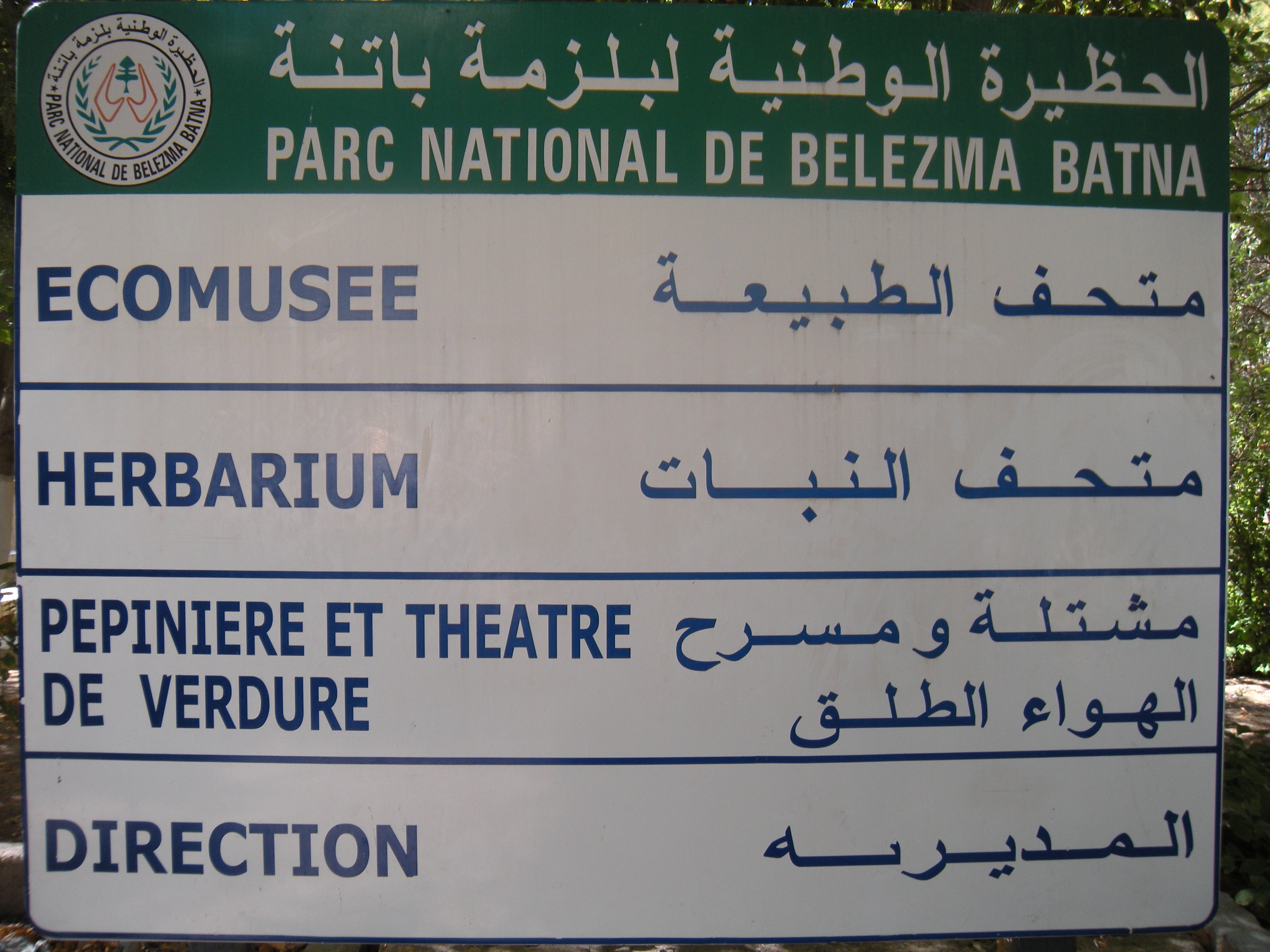
Panneau d'indication des annexes du Parc de Belezma à Batna

Le parc national a depuis sa création encouragé l’agrotourisme dans la localité de R’haout caractérisée par une beauté exceptionnelle naturelle et sa richesse en espèces végétales locales telles le noyer local (écotype). Quant au tourisme familial, il est surtout encouragé dans la localité de Hamla, au parc animalier de Djerma très fréquenté par les habitants des wilayas limitrophes (Biskra, Constantine, Sétif…).
Avec l’extension des limites du parc national, ce dernier envisage de promouvoir le tourisme archéologique (ruines de Zana, mausolée de Medracen, peintures rupestres d’Oued Tirchiouine (djebel Refâa) et les zones humides de Djendly, Medracen, Draâ Boultif, Zana, Gadaine….